# Stephen Pearson
Stephen Paul Pearson, född 2 oktober 1982, är en skotsk före detta fotbollsspelare. Pearson hade positionen som mittfältare.

## Karriär
När Derby County i maj 2007 spelade en avgörande match i kvalet till Premier League mot West Bromwich Albion gjorde Pearson matchens enda mål och fixade klubbens avancemang till högstaserien. Derby County åkte dock ur Premier League redan efter en säsongen.
2008 blev Pearson utlånad till Stoke City.